# Full Nelson
Full Nelson è un album di Oliver Nelson, pubblicato dalla Verve Records nel 1963. Il disco fu registrato a New York City (Stati Uniti) nelle date indicate nella lista tracce.

## Tracce
Lato A
1. Full Nelson – 2:46 (Oliver Nelson) – Registrato il 19 novembre 1962
2. Skokiaan – 1:52 (Tom Glazer, August Machona Msarurgwa) – Registrato il 19 novembre 1962
3. Miss Fine – 4:30 (Oliver Nelson) – Registrato il 26 marzo 1963
4. Majorca – 3:02 (Oliver Nelson) – Registrato il 26 marzo 1963
5. Cool – 5:05 (Stephen Sondheim, Leonard Bernstein) – Registrato il 28 marzo 1963
6. Back Woods – 3:30 (Oliver Nelson) – Registrato il 28 marzo 1963

Lato B
1. Lila's Theme – 4:00 (Jerry Goldsmith) – Registrato il 26 marzo 1963
2. Ballad for Benny – 2:32 (Oliver Nelson) – Registrato il 19 novembre 1962
3. Hoe Down – 2:47 (Oliver Nelson) – Registrato il 19 novembre 1962
4. Paris Blues – 2:52 (Duke Ellington) – Registrato il 26 marzo 1963
5. What Kind of Fool Am I? – 2:50 (Leslie Bricusse, Anthony Newley) – Registrato il 28 marzo 1963
6. You Love but Once – 4:26 (Oliver Nelson) – Registrato il 28 marzo 1963

## Musicisti
Brani A1, A2, B2 e B3
- Oliver Nelson - sassofono tenore, sassofono alto, arrangiamenti, conduttore musicale
- Bernie Glow - tromba
- Jimmy Maxwell - tromba
- Joe Newman - tromba
- Ernie Royal - tromba
- Snooky Young - tromba
- Clark Terry - tromba, flicorno
- Jimmy Cleveland - trombone
- Paul Faulise - trombone
- Urbie Green - trombone
- Quentin Jackson - trombone
- Rod Levitt - trombone
- Tony Studd - trombone
- Willie Dennis - trombone, trombone basso
- Ray Alonge - corno francese
- Bob Northern - corno francese
- Danny Bank - strumenti a fiato
- Al Cohn - strumenti a fiato
- Jerry Dodgion - strumenti a fiato
- George Dorsey - strumenti a fiato
- Jerome Richardson - strumenti a fiato
- Stan Webb - strumenti a fiato
- Phil Woods - strumenti a fiato
- Jimmy Raney - chitarra
- George Duvivier - contrabbasso
- Ed Shaughnessy - batteria

Brani A3, A4, B1 e B4
- Oliver Nelson - sassofono tenore, sassofono alto, arrangiamenti, conduttore musicale
- Joe Newman - tromba
- Ernie Royal - tromba
- Snooky Young - tromba
- Clark Terry - tromba, flicorno
- Jimmy Cleveland - trombone
- Urbie Green - trombone
- Quentin Jackson - trombone
- Tony Studd - trombone
- Romeo Penque - flauto, sassofono baritono
- George Dorsey - sassofono alto, oboe
- Phil Woods - sassofono alto, clarinetto
- Stan Webb - sassofono tenore, oboe
- Danny Bank - sassofono baritono
- Harry Breuer - marimba, castanets, dischi metallici
- Jim Hall - chitarra
- Milt Hinton - contrabbasso
- Osie Johnson - batteria

Brani A5, A6, B5 e B6
- Oliver Nelson - sassofono tenore, sassofono alto, arrangiamenti, conduttore musicale
- Joe Newman - tromba
- Ernie Royal - tromba
- Snooky Young - tromba
- Clark Terry - tromba, flicorno
- Jimmy Cleveland - trombone
- Urbie Green - trombone
- Quentin Jackson - trombone
- Tony Studd - trombone
- Phil Bodner - reeds
- George Dorsey - sassofono alto, oboe
- Phil Woods - sassofono alto, clarinetto
- Stan Webb - sassofono tenore
- Danny Bank - sassofono baritono
- Phil Kraus - celeste, vibrafono
- Jim Hall - chitarra
- Milt Hinton - contrabbasso
- Osie Johnson - batteria